# Estación Raíces
Estación Raíces é uma junta de governo da província de Entre Ríos, na Argentina.